# 12 juillet 1945
Le jeudi 12 juillet 1945 est le 193e jour de l'année 1945.

## Naissances
- Dimitar Penev, joueur de football bulgare
- Edwin Neal, acteur américain
- Galina Petrovna Baksheeva (morte le 18 décembre 2019), joueuse de tennis soviétique
- Gilbert Burki, astronome suisse
- Jean-Gabriel Diarra (mort le 28 octobre 2019), prêtre catholique malien
- Marcel Lesieur, physicien français
- Pat Jennings, joueur de football britannique
- Rahib Aliyev, acteur de théâtre et de film et artiste honoré de l'Azerbaïdjan
- Roger Vignoles, pianiste et accompagnateur anglais
- Roland Blum, personnalité politique française

## Décès
- Bjørn Talén (né le 8 septembre 1890), chanteur d'opéra norvégien
- Boris Galerkine (né le 4 mars 1871), mathématicien russe
- Ernest Delune (né le 12 novembre 1859), politicien belge
- Henri Blot (né le 23 décembre 1908), militant communiste et résistant français
- Maurice Lepage (né le 24 décembre 1904), plongeur français
- Wolfram von Richthofen (né le 10 octobre 1895), général allemand

## Événements
- France: cérémonie à Paris, conduite par les survivants des camps de concentration, en mémoire des victimes du nazisme.